# 寺尾聰
寺尾聰（日语：／ Terao Akira，1947年5月18日—），日本男性演員、創作歌手、貝斯手。出身於神奈川縣橫濱市保土谷區。墨鏡和虛無的表情是他的代表形象。父親宇野重吉是日本殿堂級的名演員。

## 經歷
1964年，寺尾以樂團「The Savage」的貝斯手身分出道；1967年，該樂團解散。其後又參加另一個樂團「The White Kicks」，一年後解散。1968年，參加石原裕次郎製作和主演的電影《黑部的太陽》演出，成為石原軍團的新秀。之後演出了《大都會》系列、《西部警察》等著名電視劇。
1980年，重新以個人歌手身分活躍。在1981年，他的單曲《紅寶石戒指》（ルビーの指環）和專輯《Reflections》雙雙奪得Oricon公信榜的單曲年榜冠軍和專輯年榜冠軍，並且一舉取得日本唱片大賞、FNS歌謠祭、日本歌謠大賞三大音樂獎項的大賞。
1980年代中後期開始，相繼演出黑澤明的《亂》、《夢》、《一代鮮師》等電影，演技獲得極大好評。2001年，主演改編自黑澤明遺稿的古裝電影《黑之雨》（由小泉堯史執導），獲得日本電影金像獎最佳男主角，成為獲得日本唱片大賞和日本電影金像獎最佳男主角，兩大日本演藝圈最高榮譽獎項的史上第一人。2005年，憑《半自白》再度獲得日本電影金像獎最佳男主角。
2008年4月，獲日本政府頒發紫綬勳章。由於父親宇野重吉過去亦曾獲頒同一勳章，因此成為父子兩代均獲相同贈勳的佳話。2018年11月，再獲頒旭日小綬章。

## 音樂作品

### 單曲
| 順序 | 發行日期       | 原文名稱                      | 唱片公司         |
| ---- | -------------- | ----------------------------- | ---------------- |
| 1    | 1970年         | ママに内緒の子守唄            | 帝竹娛樂         |
| 2    | 1974年10月20日 | ほんとに久しぶりだね          | 東芝EMI／EXPRESS |
| 3    | 1977年8月5日   | 16の夏                        | 東芝EMI／EXPRESS |
| 4    | 1980年8月5日   | SHADOW CITY                   | 東芝EMI／EXPRESS |
| 5    | 1980年10月21日 | 出航 SASURAI                  | 東芝EMI／EXPRESS |
| 6    | 1981年2月5日   | ルビーの指環                  | 東芝EMI／EXPRESS |
| 7    | 1982年12月1日  | Long distance Call 長距離電話 | 東芝EMI／EXPRESS |
| 8    | 1983年10月21日 | 飛行少年                      | 東芝EMI／EXPRESS |
| 9    | 1983年12月1日  | 回転扉                        | 東芝EMI／EXPRESS |
| 10   | 1985年6月21日  | 恋のトランス・コスモス        | 東芝EMI／EXPRESS |
| 11   | 1986年6月21日  | Inter Change                  | 東芝EMI／EXPRESS |
| 12   | 1987年4月22日  | 砂漠                          | 東芝EMI／EXPRESS |
| 13   | 2006年12月6日  | Re-Cool HABANA EXPRESS        | A&A              |

### 專輯
| 順序                       | 發售日                     | 標題                               | 規格                       | 規格編號                   |                            |
| テイチク／ユニオンレコード | テイチク／ユニオンレコード | テイチク／ユニオンレコード         | テイチク／ユニオンレコード | テイチク／ユニオンレコード | テイチク／ユニオンレコード |
| -------------------------- | -------------------------- | ---------------------------------- | -------------------------- | -------------------------- | -------------------------- |
| 1st                        | 1970年                     | 二人の風船／恋人と一緒に聴いて下さい | LP                         | UPS-5235-J                 |                            |
| 東芝EMI／EXPRESS           |                            |                                    |                            |                            |                            |
| 2nd                        | 1981年4月5日               | Reflections                        | LP                         | ETP-90058                  |                            |
| 2nd                        | 1981年4月5日               | Reflections                        | CT                         | ZT28-755                   |                            |
| 2nd                        | 2007年5月16日              | Reflections+4                      | CD                         | TOCT-26252                 |                            |
| 3rd                        | 1983年12月1日              | Atmosphere (Reflections2)          | LP                         | ETP-90260                  |                            |
| 3rd                        | 1983年12月1日              | Atmosphere (Reflections2)          | CT                         | ZH28-1375                  |                            |
| 4th                        | 1987年2月4日               | Standard                           | LP                         | ETP-90447                  |                            |
| 4th                        | 1987年2月4日               | Standard                           | CT                         | ZH28-1777                  |                            |
| 4th                        | 1987年2月4日               | Standard                           | CD                         | CA32-1366                  |                            |

## 戲劇演出作品

### 電影
- 《黑部的太陽》（1968年） - 森賢一
- 《愛の化石》（1970年） - 並木
- 《喜劇 男は愛嬌》 （1970年） - 曽我民夫
- 《甦える大地》（1971年） - 土屋
- 《湯けむり110番 いるかの大将》（1972年） - 秋沢五郎
- 《チョットだけョ全員集合!!》（1973年） - 矢代五郎
- 《同胞》 （1975年）- 主演・斉藤高志
- 《寅次郎的故事17_再见夕阳》 （1976年） - 観光係員
- 《サチコの幸 （1976年）》 - 広沢
- 《寅次郎的故事19_寅次郎与贵族》 （1977年） - 巡査
- 《分校日記 イーハトーブの赤い屋根》（1978年） - 桜井喜八
- 《迷走地図（1983年）》 - 土井伸行
- 《危険な女たち（1985年）》 - 棚瀬秀雄
- 《亂》 - 一文字太郎孝虎
- 《テイク・イット・イージー》（1986年） - 池谷浩一
- 《星の牧場》（1987年） - 主演・モミイチ
- 《ロックよ、静かに流れよ》（1988年） - 磯山
- 《寅次郎的故事43_寅次郎的休息日》（1990年） - 一男
- 《夢》（1990年） - 主演・私
- 《花のズッコケ児童会長》（1991年） - 宅和源太郎
- 《一代鮮師》（1993年） - 沢村
- 《新宿欲望探偵》（1994年） - 主演・草薙凰介
- 《釣りバカ日誌7》（1994年） - 宮本竜太
- 《裏ゴト師》（1995年） - 神崎徹
- 《摩斯拉》（1996年） - 醫者
- 《失楽園》（1997年） - 衣川和記
- 《貓眼》（1997年） - 黒田龍太郎
- 《二宮金次郎物語 愛と情熱のかぎり》（1998年） - 金次郎の父
- 《黑之雨》（2000年） - 主演・三沢伊兵衛
- 《サトラレ》（2001年） - 東隆之
- 《日本の黒い夏─冤罪》（2001年） - 神部俊夫
- 《東京マリーゴールド》（2001年） - 邦夫
- 《阿弥陀堂だより》（2002年） - 主演・上田孝夫
- 《半自白》（2003年） - 主演・梶聡一郎
- 《CASSHERN》（2004年） - 東博士
- 《亡國神盾艦》（2005年） - 宮津弘隆
- 《烈日血戰》（2005年） - 松田
- 《博士熱愛的算式》（2006年） - 主演・博士
- 《魂萌え!》（2007年） - 関口隆之
- 《徬徨之刃》（2009年） - 主演・長峰重樹

### 動畫電影
- 《閣樓的拉傑》（2023年） - 老犬[2]

### 電視劇（不完整）
- 2008年 CHANGE 富士電視台 飾 神林正一
- 2014年 軍師官兵衛 NHK大河劇 飾 德川家康
- 2019年 白色巨塔 朝日電視台 飾 東貞藏

## 脚注

## 外部連結
- 寺尾聰 官方網站 （页面存档备份，存于）